# Trasant
Trasant – wystawca weksla trasowanego, będącego bezwarunkowym poleceniem skierowanym  na piśmie do innej osoby (trasata) zapłaty określonej kwoty na rzecz osoby trzeciej (remitenta). 
Trasant pozostaje głównym dłużnikiem wekslowym z weksla trasowanego do chwili przyjęcia (akceptacji) takiego weksla przez trasata.